# Funaria buseana
Funaria buseana là một loài Rêu trong họ Funariaceae. Loài này được (Dozy & Molk.) Broth. mô tả khoa học đầu tiên năm 1903.